# Кафр-эш-Шейх

Карта района

Кафр-эль-Шейх (араб. كفر الشيخ‎) — город в Египте, в средне-северной части дельты Нила, административный центр одноименной провинции. Население 147 393 жителей (2006). Две центральные улицы — Эн-Набави Эль-Мухандис и Эль-Халифа Эль-Маамун.

## История
Изначальное название деревни, из которой затем появился город – Думинкун (араб. دُمينقون‎). Название "поселение шейха" она получила по имени магрибского (марокканского) шейха Талхи Абу Саида Аль-Тильмисани, который приехал сюда в 1234 году и был похоронен в мавзолее. Город носит современное название с 1952. До образования провинции Кафр-эль-Шейх входил в состав провинции Гарбия, центром которой был тогда город Эль-Махалла-эль-Кубра.

## Образование
В 2006 был издан республиканский приказ за номером 126 об образовании Университета Кафр-эль-Шейха. До этого ВУЗ являлся филиалом Тантского университета. В университете 9 факультетов: коммерции, инжиниринга, ветеринарии, гуманитарных наук, педагогический и др.

## Район Кафр-эль-Шейх
Кафр-эль-Шейх, помимо того, что он административный центр губернаторства, является также центром района. В районе проживает 469,893 жителей (2003). Площадь — 425.78 км². Доля неграмотных — 39 %. В районе находится 9 сельских местных общин, к которым относятся 38 деревень и 246 мелких поселений.

## Известные жители и уроженцы
- Хоссам Гали — футболист, игрок ФК Тоттенхем
- Саад Заглюл — бывший премьер-министр Египта (1924)
- Мухаммед Атта — террорист-смертник